# منتخب جزيرة مان لكرة القدم
منتخب مان لكرة القدم هو المنتخب الذي يمثل جزيرة مان ويتم إدارته عن طريق اتحاد جزيرة مان لكرة القدم، هذا المنتخب ليس له عضوية في الفيفا أو اليويفا إلا أنه عضو في الاتحاد الإنجليزي لكرة القدم وينافس في بطولات الأقاليم، يعتبر اللون الأصفر والأحمر اللون الرسمي لقمصان المنتخب.